# Тростниковая овсянка
Камышо́вая овся́нка или камышник,тростнико́вая овся́нка (лат. Emberiza schoeniclus) — небольшая, размером с воробья, птица семейства овсянковых, распространённая в Европе и западной Азии. Обитает в зарослях по берегам водоёмов.

## Описание

### Внешний вид
Птица небольшого размера — общая длина достигает 16 см, длина крыла — 7,5 см, размах крыльев — 23 см, длина хвоста 5,5 см. Окраска головы, подбородка и горла до середины зоба чёрного цвета. От углов клюва назад идёт светлая полоска. Также светлая, окружающая шею, полоса на затылке. Нижняя часть тела белая, с небольшими тёмными чёрточками по бокам. Спина и плечи тёмного цвета, переходящего от серого до чёрно-бурого с ржаво-бурыми боковыми полосами. По краям хвоста расположены светлые полосы.
У самок и молодых особей отсутствует чёрное оперение на голове.
По внешнему виду более всего похожа на полярную овсянку, но отличается от неё размерами — тростниковая овсянка почти в два раза крупнее.

### Голос
Голос негромкий, звуки можно представить как «ции-циик». Песня достаточно громкая, условно её можно передать как «ти-ти-ти-тиррч» или «шри-шри-тири-тири».

### Движения
Полёт быстрый, лёгкий и порывистый, с подъёмами и бросками вниз. По земле передвигается быстрыми скачками. Умеет сидеть на очень тонких ветках и тростинках.

## Распространение

### Ареал
Распространена на территории всей Европы и западной Азии. На всём ареале не встречается только в горных районах.

### Места обитания
Тростниковую овсянку можно встретить рядом с прудами, реками, берегами озёр, а также на болотах и мокрых лугах. Обитает в береговых зарослях — в тростнике, камыше, кустах ивы, где и устраивает свои гнёзда.

### Миграция
Перелётная птица.

## Размножение

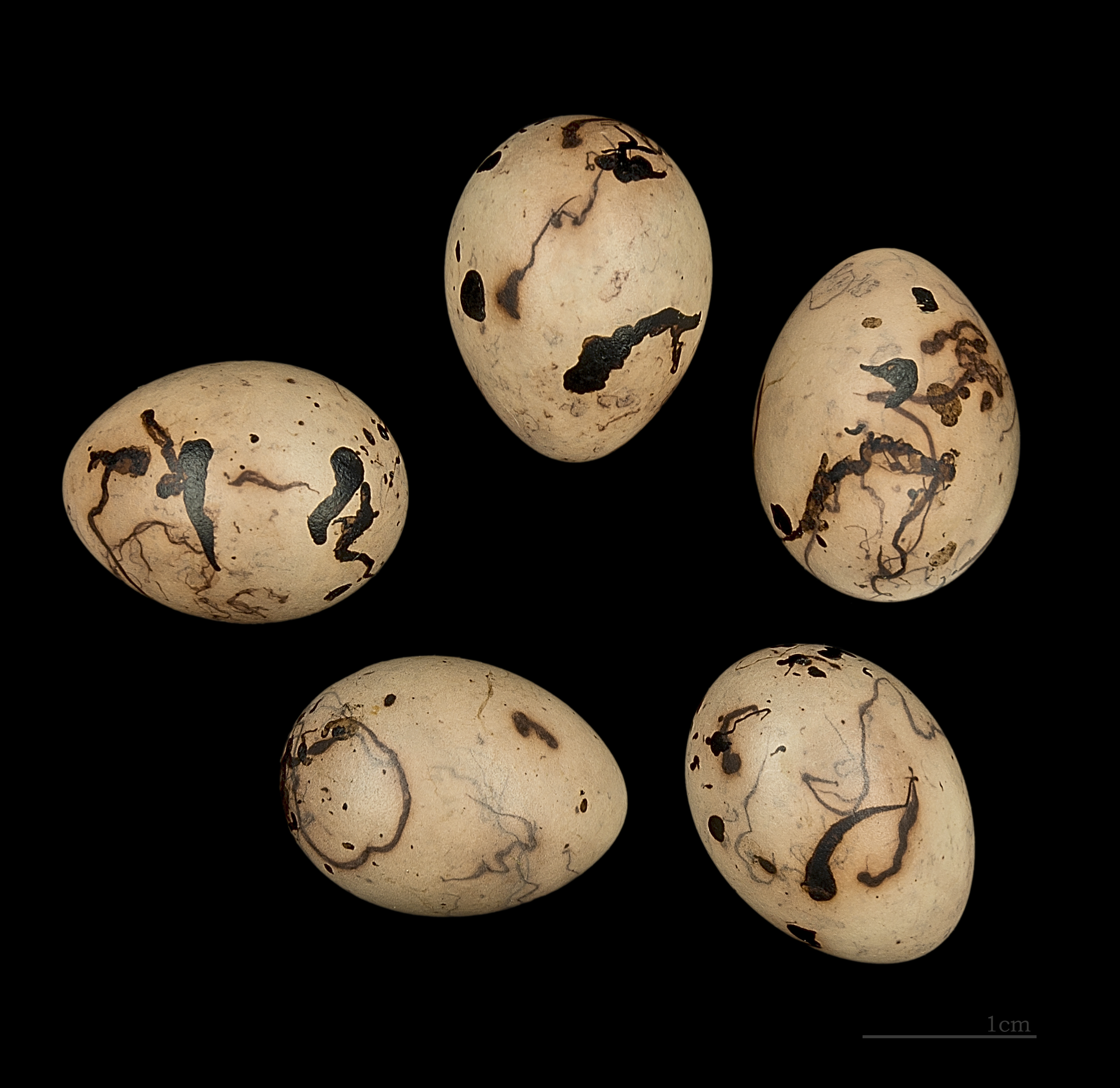
Emberiza schoeniclus

Гнездо строит по берегам водоёмов на кустах. Самка откладывает от 4 до 6 яиц, окрашенных в светло-оливковый цвет или цвет охры с тёмными завитками и пятнами. Инкубационный период длится 12—14 дней. Насиживает только самка. Выводковый период длится от 12 до 15 дней. Сезон размножения длится с апреля по июль.

## Социальное поведение
Держится парами и небольшими стаями.

## Питание
Тростниковая овсянка питается преимущественно семенами. В сезон размножения летом в рационе питания доминируют насекомые (двукрылые, гусеницы, жуки, пауки, стрекозы, прямокрылые), улитки и черви.

## Подвиды
Выделяют следующие подвиды:
- Emberiza schoeniclus caspia Menetries, 1832
- Emberiza schoeniclus centralasiae Hartert, 1904
- Emberiza schoeniclus harterti Sushkin, 1906
- Emberiza schoeniclus incognita (Zarudny, 1917)
- Emberiza schoeniclus intermedia Degland, 1849 — Корсика, Италия и побережье Адриатики. Часть этой популяции зимует в Алжире и Тунисе.
- Emberiza schoeniclus korejewi (Zarudny, 1907)
- Emberiza schoeniclus lusitanica Steinbacher, 1930
- Emberiza schoeniclus pallidior Hartert, 1904
- Emberiza schoeniclus parvirostris Buturlin, 1910
- Emberiza schoeniclus passerina Pallas, 1771
- Emberiza schoeniclus pyrrhulina (Swinhoe, 1876)
- Emberiza schoeniclus pyrrhuloides Pallas, 1811
- Emberiza schoeniclus reiseri Hartert, 1904
- Emberiza schoeniclus schoeniclus (Linnaeus, 1758)
- Emberiza schoeniclus stresemanni F. Steinbacher, 1930
- Emberiza schoeniclus tschusii Reiser & Almasy, 1898 — долина Дуная в Болгарии и Румынии до юга Украины
- Emberiza schoeniclus ukrainae (Zarudny, 1917)
- Emberiza schoeniclus witherbyi Von Jordans, 1923 — Иберийский полуостров и юг Франции
- Emberiza schoeniclus zaidamensis Portenko, 1929

## Галерея

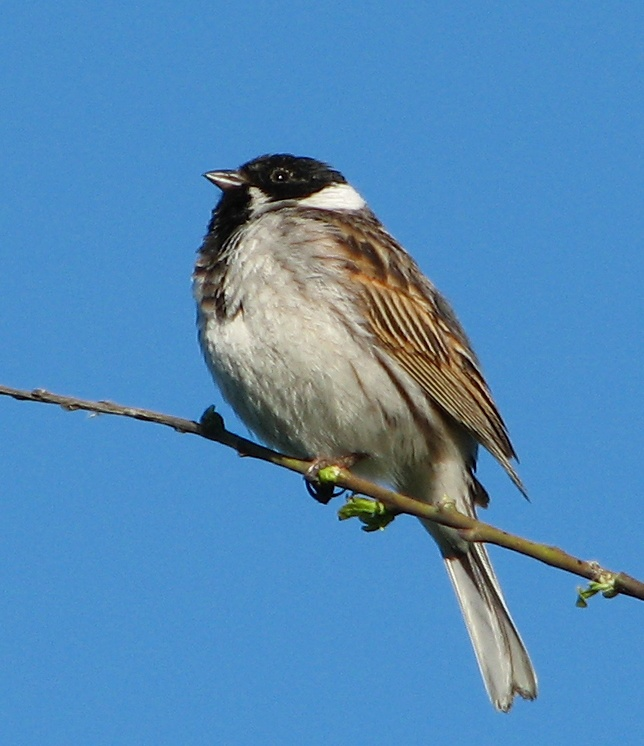
Самец
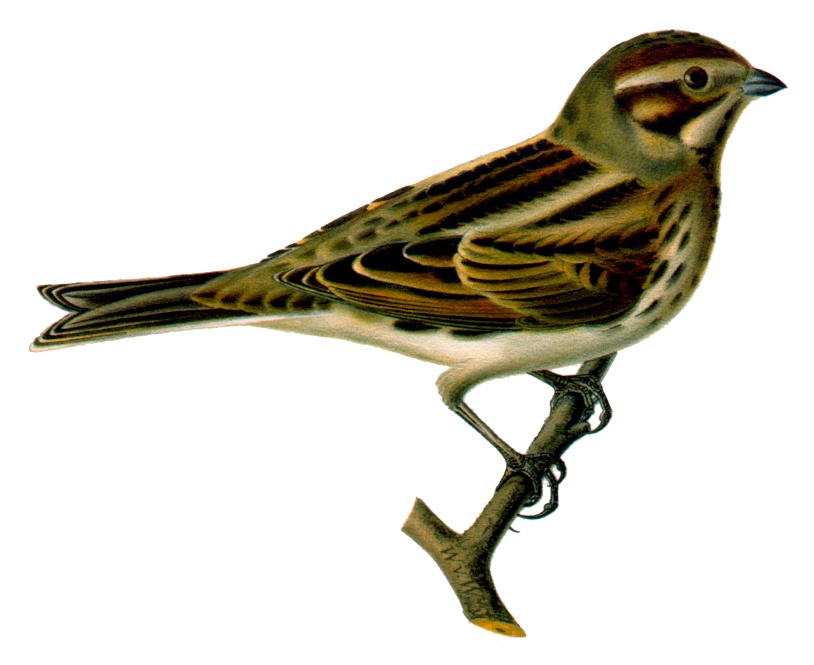
Самка
- Щебет